# ニコラ＝ジャン・ド・デュ・スールト
ニコラ＝ジャン・ド・デュ・スールト（Nicolas-Jean de Dieu Soult, 1769年3月29日 - 1851年11月26日）は、ナポレオン戦争期に活躍したフランスの軍人、元帥。史上6人しかいないフランス大元帥の1人。後には政治家となった。姓はスルトとも表記される。ダルマティア公爵。

## 生涯

### フランス革命戦争
1769年3月29日、公証人の長男として南仏サンタマン＝ラ＝バスティッド（1851年の死後サンタマン＝スールトに改名）で生まれた。最初は弁護士に向けた教育を受けたが、幼くして父を失ったため、1785年に歩兵としてフランス王国陸軍に入隊した。弁護士に向けた教育が功を奏し、スールトは1791年に軍曹に昇進、同年7月にバ＝ラン県志願兵大隊の隊長になった。1794年、シェフ・ド・ブリガード（半旅団指揮官）に昇進した。同年6月のフルーリュスの戦いで軍功を挙げ、戦いでの冷静さが評価されて旅団指揮官に昇進した。以降ジャン＝バティスト・ジュールダン、ジャン・ヴィクトル・マリー・モロー、ジャン＝バティスト・クレベール、フランソワ・ジョゼフ・ルフェーヴルの部下として1799年までドイツを転戦した。
1799年に師団長に昇進、スイスへの進軍を命じられた。スイスではアンドレ・マッセナのスイス戦役、特に第一次チューリッヒの戦い、第二次チューリッヒの戦いで軍功を挙げた。その後、マッセナとともにジェノヴァに進軍して包囲した。ジェノヴァ包囲戦においてスールトはマッセナの副官を務め、分遣隊を率いて多くの任務をこなしたが、1800年4月13日にモンテクレートで負傷して捕虜になった。同年6月のマレンゴの戦いでフランス軍が勝利したことでスールトが解放され、ナポリ王国南部におけるフランス軍の指揮を命じられた。1802年には皇帝近衛隊の指揮官に任命された将軍4人のうちの1人になった。

### ナポレオン戦争
スールトは上官だったジャン・ヴィクトル・マリー・モローと同じく、ナポレオンを軽蔑していたが、モローと違って恭順の意を示した結果、1803年8月にブローニュ野営地における総指揮官に任命され、1804年5月にフランス元帥に叙された。1805年のウルム戦役で1個軍団を指揮し、アウステルリッツの戦いでは勝利を決定付ける連合軍中央部への突撃を敢行した。第四次対仏大同盟との戦争ではフリートラントの戦いを除く有名な戦闘にすべて参加し、フリートラントの戦いの日はケーニヒスベルクを占領した。

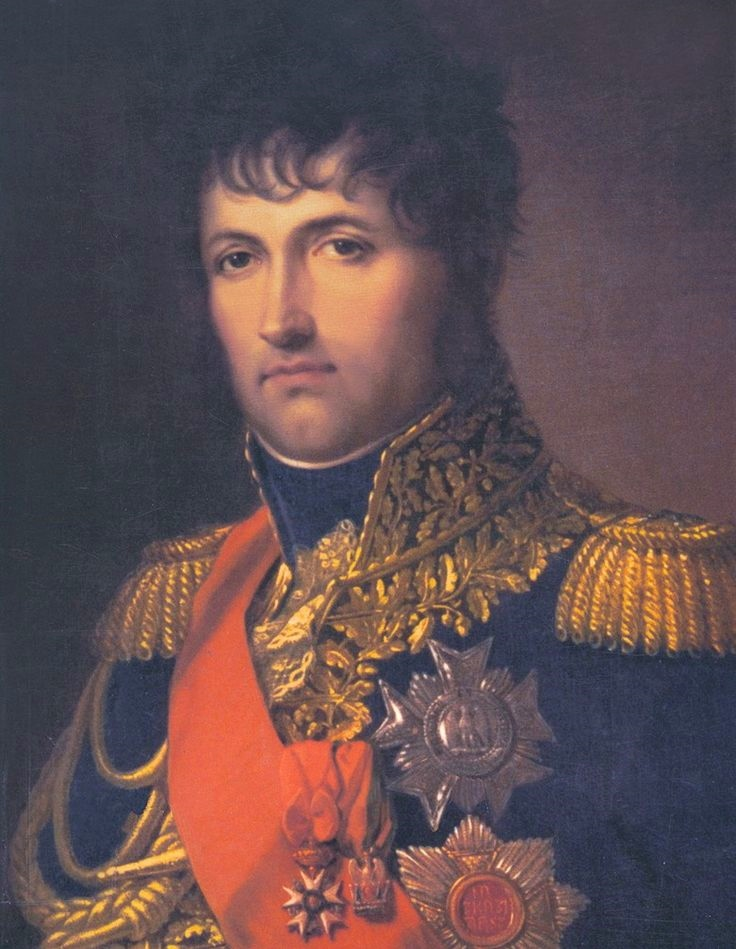
1808年頃のスールト

ティルジットの和約が締結された後はフランスに帰国、1808年にダルマティア公爵に叙された。同年に大陸軍の第2軍団を率いてスペインに進軍した。11月のブルゴスの戦いに勝利した後、ナポレオンの命令を受けてサー・ジョン・ムーア率いるイギリス陸軍を追撃、ア・コルーニャの戦いでようやく追いつくもののイギリス軍の撤退を許してしまった。
ア・コルーニャの戦い以降、スールトは1812年まで半島戦争を戦った。まず1809年にポルトガル王国に侵攻して、第1次ポルトの戦いでポルトを占領したものの、ポルトガル王位への野心をもってフランスに有利な戦後処理を進めようとし、リスボンへの進軍を怠った結果、同年5月の第2次ポルトの戦いでサー・アーサー・ウェルズリー率いるイギリス軍に敗れてポルトから追い出され、山を越えて撤退することを余儀なくされた。
一方、スペインでは1809年7月のタラベラ・デ・ラ・レイナの戦いの後、スールトがフランスのスペイン駐留軍の参謀長に任命されて指揮権が拡大、11月19日のオカーニャの戦いでスペイン軍に勝利した。1810年にはアンダルシアに侵攻、包囲戦で降伏しなかったカディス以外を平定した。1811年にエストレマドゥーラに北上して、第1次バダホス包囲戦でバダホスを落とし、イギリス・ポルトガル連合軍による第2次バダホス包囲戦のときはバダホスの救援に向かい、5月16日のアルブエラの戦いを戦った。
しかし、1812年のサラマンカの戦いでウェリントンが勝利したことでアンダルシアからの撤退を余儀なくされ、直後にスールトと不和だったスペイン王ホセ1世の要請によりフランスに召還された。1813年3月に大陸軍第4軍団の指揮を執り、リュッツェンの戦いとバウツェンの戦いでフランス軍中央部を率いたが、直後にフランス軍がビトリアの戦いで敗北したため、その損失の拡大を食い止めるべく全権を委ねられ、南仏に向かった。『ブリタニカ百科事典第11版』はこの時期の戦役において、スールトが新規兵士を率いて、ウェリントン率いるベテランの軍勢に連敗したものの、スールトが将軍としての力量を示したと評した。

### 復古王政期
1814年にナポレオンが退位して復古王政が成立すると、スールトは自身が王党派であると宣言し、聖ルイ勲章を授与された上、1814年12月3日から1815年3月11日まで陸軍大臣を務めた。ナポレオンがエルバ島から脱出すると、今度は自身をボナパルト派であると宣言してナポレオンの麾下に戻り、参謀総長に就任した。しかし参謀総長としてはほとんど力量を示せなかった。
ナポレオンの再退位に伴う第二次復古王政でははじめ追放されたものの、1819年に呼び戻され、1820年にフランス元帥の称号も回復した。第二次復古王政では自身が熱烈な王党派であること自任した。

### 七月王政期
1830年の七月革命ではオルレアン家を支持した。これにより、王位に就いたルイ・フィリップ1世に重用され、首相を3期（1832年10月 – 1834年7月、1839年5月 – 1840年3月、1840年10月 – 1847年9月）務めたほか、1830年から1834年までと1840年から1844年までの2度にわたって陸軍大臣を務めた。1838年にはイギリスのヴィクトリア女王の戴冠式に特派使節として派遣された。
1847年9月、首相退任と同時にフランス大元帥の称号を与えられる。

### 最晩年

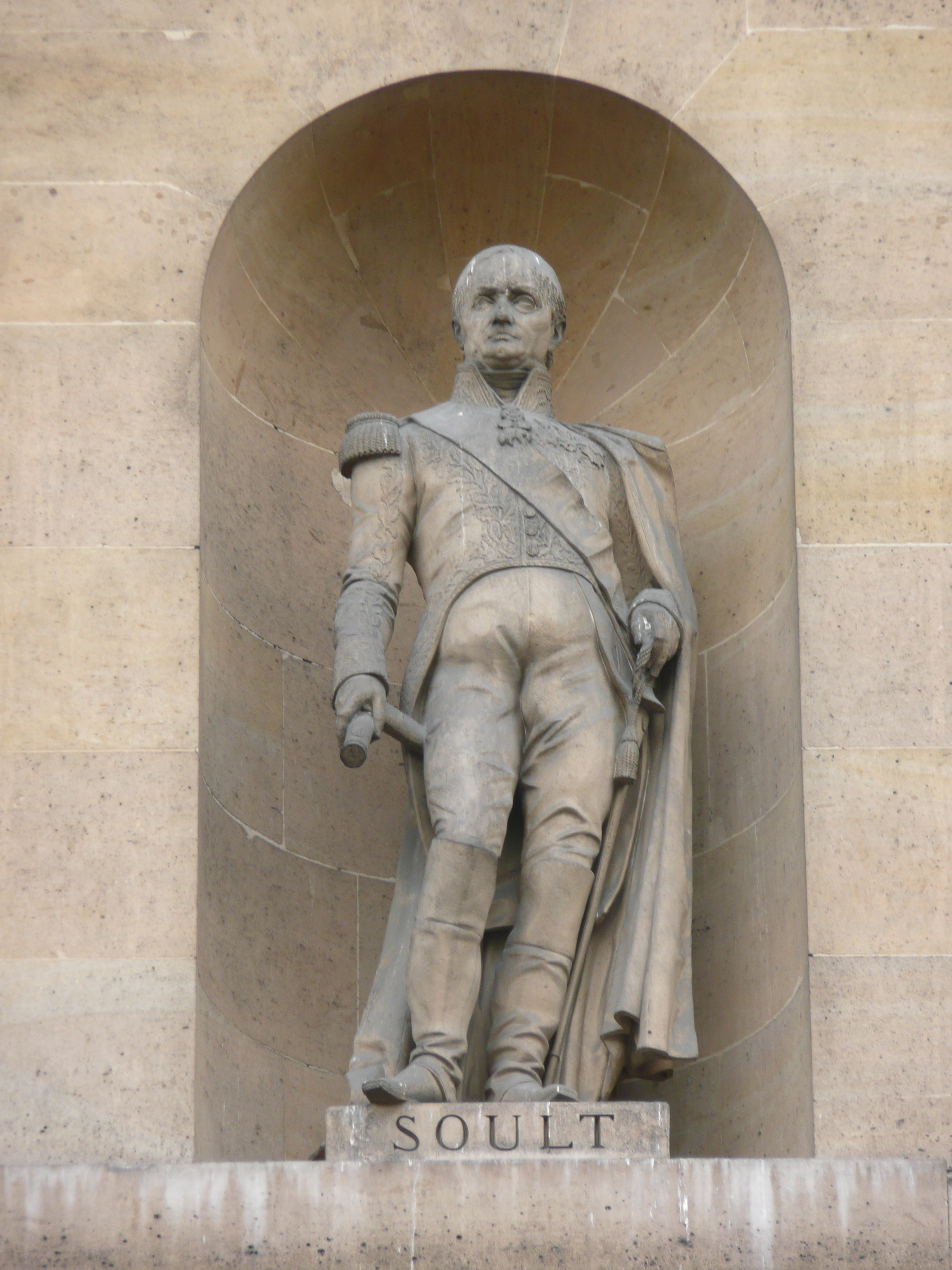
ルーヴル宮殿に立像するスールトの石像

1848年に二月革命が勃発して、ルイ・フィリップ1世が王位を失うと、スールトは再び共和主義者であると言明した。1851年11月26日、出生地近くのスールト＝ベルグ城で82年の生涯を終えた。
死後、息子ナポレオン＝エクトルは父の残した手稿を整理し、1854年に回想録（フランス語表題：Mémoires du maréchal-général Soult）として出版した。

## 評価
『ブリタニカ百科事典第11版』は軍人としてのスールトを賞賛したものの、政治家としてのスールトに低い評価を下し、「敵前でのみ品位がある人物」と評した。

## 関連図書
- Wood, James, ed. (1907). "Soult, Nicolas-Jean de Dieu" . The Nuttall Encyclopædia (英語). London and New York: Frederick Warne.